# ワールプール・コーポレーション
ワールプール・コーポレーション（Whirlpool Corporation）は、アメリカ合衆国ミシガン州に本社を持つ家庭電化製品の製造販売を手がけるメーカー。

## 概要
北アメリカの白物家電の大手メーカー。家庭用大型電化製品が中心だが家庭用のみならず、コインランドリーで導入されている大型洗濯機を目にすることもある。2000年代以降、高度成長を続けている中華人民共和国やインドへの展開を活発化させており、年間売上高は100億ドルを超える規模となっている。
2013年08月13日、三洋電機の中国・合肥市の現地合弁、合肥栄事達三洋電器股份有限公司（合肥三洋）の株式51%を取得して筆頭株主となることで合意に達したことを発表。パナソニック傘下に入っていた三洋電機は保有する29.51%の株式をワールプールに売却して合弁から撤退する。2014年9月15日、中国証券監督管理委員会によって買収が承認され、10月24日に買収手続を完了。11月に社名を「惠而浦(中国)股份有限公司」 (Whirlpool China Co. Ltd.) に変更した。新会社は引き続き上海証券取引所に上場する。2020年8月25日、ギャランツがTOBを提案したことを発表した。
また、2014年7月10日にはイタリアの家電機器メーカー、インデシットの株式66.8%を取得することで合意に達したことを発表。10月13日には欧州委員会によって承認され、翌14日に買収が完了した。

## ブランド

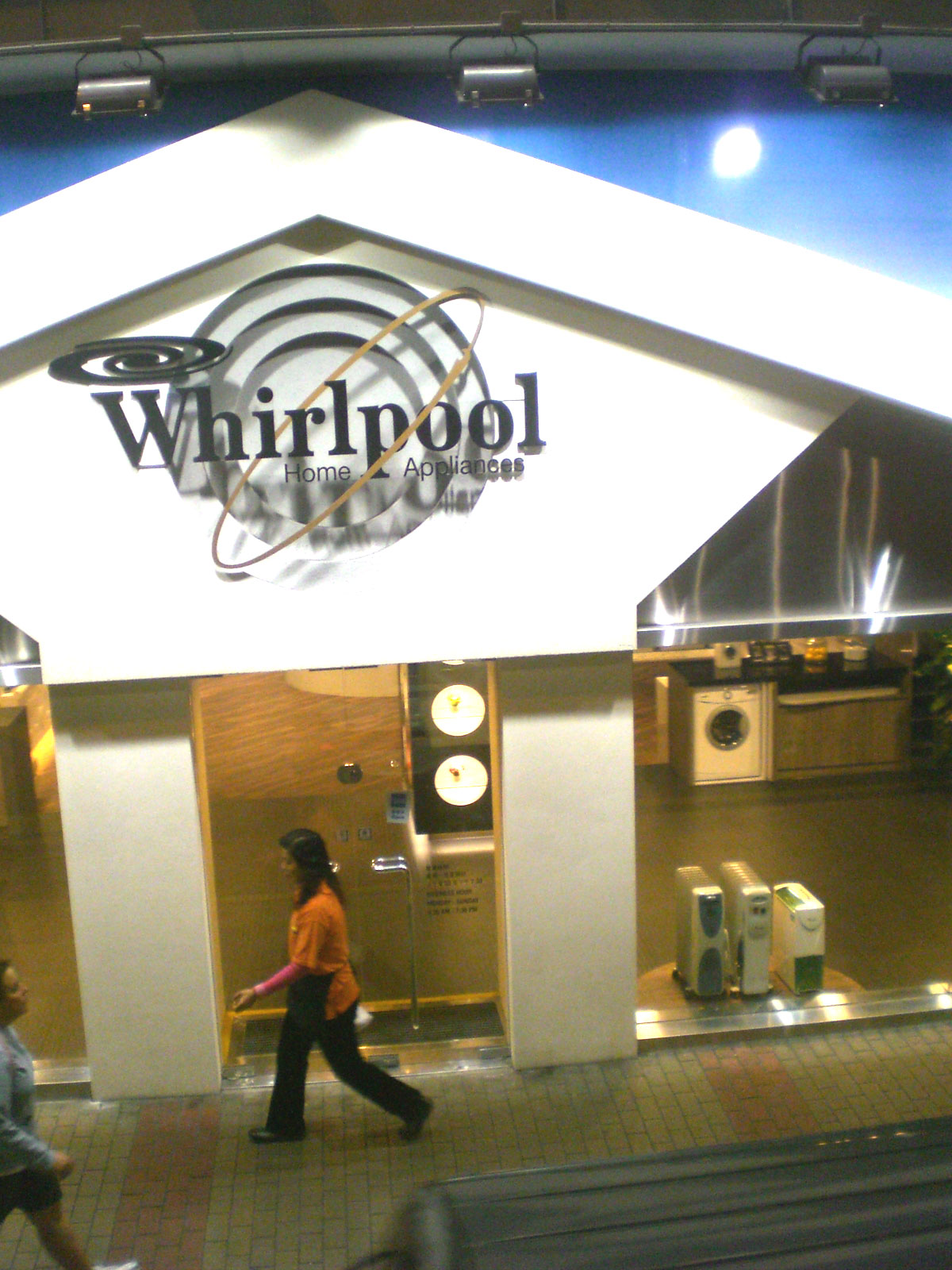
ワールプールのショールーム

### ワールプール・コーポレーション
- ワールプール（Whirlpool）
- メイタグ（Maytag）
- キッチンエイド（KitchenAid）
- ジェン・エアー（Jenn-Air）
- アマナ（Amana）
- グラディエーター・ガラージワークス（Gladiator GarageWorks）
- イングリス（Inglis）
- エステート（Estate）
- ブラステンプ（Brastemp）
- ブラウクネヒト（Bauknecht）
- コンスル（Consul）

### ワールプール(中国)
- 惠而浦（Whirlpool）
- 三洋（SANYO）
- 栄事達（Royalstar）
- 帝度（DIQUA）